# Mangole
Mangole (indonesiano: Pulau Mangole) è un'isola dell'Indonesia che fa parte dell'arcipelago delle Isole Sula, a sua volta compreso nelle Molucche. Amministrativamente è parte della provincia di Maluku Settentrionale. La principale città è Auponhia. Circa 38.000 persone vivono sull'isola.

## Geografia
Mangole è situata fra il Mar delle Molucche, a nord, il Mar di Ceram, ad est, e il Mar di Banda, a sud. Ad ovest di Mangole giace l'isola di Taliabu, a sud l'isola di Sanana (da cui è separata dallo Stretto di Mangole), mentre ad est la piccola isola di Lifamatola.
L'isola ha una superficie di 1228,5 km quadrati, uno sviluppo costiero di 295,1 km ed una conformazione prevalentemente montuosa (altezza massima: 1054 metri sopra il livello del mare).

## Economia
Le principali attività sull'isola sono la coltivazione del grano, palma da cocco, cicadofite, manioca, tabacco, la pesca e lo sfruttamento delle foreste (rattan e resina vegetale).